# Gibberhonungsskvätta
Gibberhonungsskvätta (Ashbyia lovensis) är en fågel i familjen honungsfåglar inom ordningen tättingar.

## Utseende och läte
Gibberhonungsskvättan är en bjärt färgad tätting med upprätt hållning. Ovansidan är gråbrun, undersidan gul. Ansiktet är gult med ljust öga. I flykten syns att ryggen har samma ton som vingar och stjärt (liknande gul honungsskvätta har gult på övre stjärttäckarna).

## Utbredning och systematik
Fågeln förekommer på steniga slätter i centrala Australien. Den placeras som enda art i släktet Ashbyia och behandlas som monotypisk, det vill säga att den inte delas in i några underarter.

### Familjetillhörighet
Honungsskvättorna i släktena Ashbyia och Epthianura urskildes tidigare i en egen familj, Epthianuridae. Flera genetiska studier visar dock att de är en del av honungsfåglarna i Meliphagidae.

## Levnadssätt
Gibberhonungsskvättan är en marklevande fågel som hittas i torra steniga slätter. 

## Status och hot
Arten har ett stort utbredningsområde och tros öka i antal. Internationella naturvårdsunionen IUCN listar den därför som livskraftig (LC).